# George Baker (musicien)
Pour les articles homonymes, voir George Baker et Baker.
George Baker de son véritable nom Johannes Bouwens, né le 8 décembre 1944 à Hoorn, Hollande-Septentrionale est un chanteur et auteur-compositeur néerlandais. Surtout connu pour ses tubes Little Green Bag et Paloma blanca, il a été le chanteur du groupe George Baker Selection avant d'entamer une carrière solo.

## Biographie
En 1967, il intègre le groupe Soul Invention qui change plus tard de nom pour devenir George Baker Selection. Leur premier album, Little Green Bag (1970), comporte la chanson du même nom qui est leur premier succès, atteignant la 21e place du Billboard Hot 100. L'album est vendu à plus d'un million d'exemplaires et reçoit un disque d'or. En 1972, le groupe a déjà vendu plus de cinq millions de disques. 
Leur cinquième album, Paloma Blanca, sort en 1975 et le single du même nom atteint la 26e place au classement Billboard et la première au Hot Adult Contemporary Tracks ainsi que dans le hit-parade allemand et suédois. En 1978, le groupe se sépare, pour cause d'une pression devenue trop forte, ayant vendu au total plus de vingt millions de disques à travers le monde. Baker entame une carrière en solo puis reforme un groupe, toujours appelé George Baker Selection, en 1985. Celui-ci dure jusqu'en 1989, date à laquelle Baker repart en solo. En 1992, le groupe fait un bref retour dans les hits-parades en raison de la présence de Little Green Bag dans la bande originale du film Reservoir Dogs. En 2005, Baker sort un remix de Paloma Blanca pour le film néerlandais Too Fat Too Furious.  

## Discographie

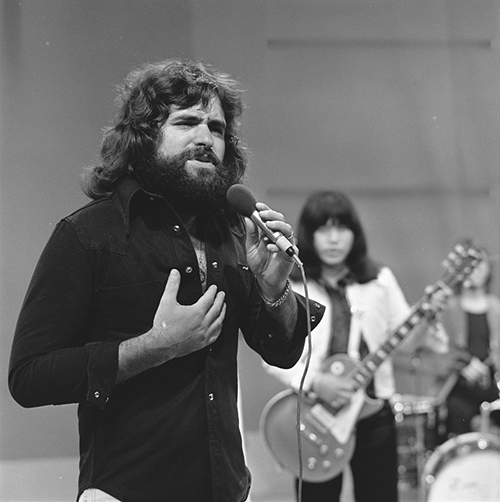
George Baker en 1974.

### Albums de George Baker Selection
- 1970 : Little Green Bag
- 1970 : Love in the World
- 1972 : Now
- 1974 : Hot Baker
- 1975 : Paloma Blanca
- 1975 : A Song for You
- 1976 : River Song
- 1976 : So Lang die Sonne Scheint
- 1977 : Summer Melody
- 1983 : Paradise Island
- 1985 : Santa Lucia by Night
- 1987 : Viva America
- 1988 : From Russia with Love

### Albums solos
- 1978 : In Your Heart
- 1978 : Another Lonely Christmas Night
- 1979 : Sing for the Day
- 1980 : Wild Flower
- 1981 : The Winds of Time
- 1989 : Dreamboat
- 1991 : Love in Your Heart
- 1993 : Memories
- 2000 : Flashback
- 2009 : Lonely Boy